# كشمش قيقبي
الكِشْمِش القَيْقَبِيّ نوع نباتي يتبع جنس الكشمش والفصيلة الكشمشية، اسمه العلمي Ribes acerifolium. سمّي بالكشمش القيقبي لأن شكل أوراقه تشبه شكل أوراق شجر القيقب.